# BVA Cup 2024 (femminile)
La BVA Cup 2024, 17ª edizione della omonima competizione di pallavolo femminile, si è svolta dal 10 al 12 settembre 2024: al torneo hanno partecipato quattro squadre di club afferenti alla BVA e la vittoria finale è andata per la seconda volta consecutiva al Galatasaray.

## Regolamento

### Formula
La formula ha previsto un girone all'italiana.

### Criteri di classifica
Se il risultato finale è stato di 3-0 o 3-1 sono stati assegnati 3 punti alla squadra vincente e 0 a quella sconfitta, se il risultato finale è stato di 3-2 sono stati assegnati 2 punti alla squadra vincente e 1 a quella sconfitta.
L'ordine del posizionamento in classifica è stato definito in base a:
- Numero di partite vinte;
- Punti;
- Ratio dei set vinti/persi;
- Ratio dei punti realizzati/subiti;
- Risultati degli scontri diretti.

## Squadre partecipanti
- Igman Ilidža
- PAOK
- Drita
- Galatasaray

## Torneo

### Risultati
| 10 settembre 2024 Burhan Felek Spor Salonu, Istanbul Durata: 0h:52 - Spettatori: 135   | Drita       | 0 - 3 | PAOK         | 9-25, 10-25, 15-25  |
| 10 settembre 2024 Burhan Felek Spor Salonu, Istanbul Durata: 0h:55 - Spettatori: 680   | Galatasaray | 3 - 0 | Igman Ilidža | 25-6, 25-7, 25-16   |
| 11 settembre 2024 Burhan Felek Spor Salonu, Istanbul Durata: 0h:58 - Spettatori: 150   | PAOK        | 3 - 0 | Igman Ilidža | 25-12, 25-9, 25-19  |
| 11 settembre 2024 Burhan Felek Spor Salonu, Istanbul Durata: 0h:49 - Spettatori: 680   | Drita       | 0 - 3 | Galatasaray  | 8-25, 12-25, 7-25   |
| 12 settembre 2024 Burhan Felek Spor Salonu, Istanbul Durata: 0h:58 - Spettatori: 100   | Drita       | 0 - 3 | Igman Ilidža | 17-25, 17-25, 13-25 |
| 12 settembre 2024 Burhan Felek Spor Salonu, Istanbul Durata: 1h:08 - Spettatori: 1 300 | Galatasaray | 3 - 0 | PAOK         | 25-17, 25-21, 25-20 |

### Classifica
| Pos. | Squadra      | Pt | G | V | P | SV | SP | Ratio | PF  | PS  | Ratio |
| ---- | ------------ | -- | - | - | - | -- | -- | ----- | --- | --- | ----- |
| 1.   | Galatasaray  | 9  | 3 | 3 | 0 | 9  | 0  | MAX   | 225 | 114 | 1,973 |
| 2.   | PAOK         | 6  | 3 | 2 | 1 | 6  | 3  | 2,000 | 208 | 149 | 1,396 |
| 3.   | Igman Ilidža | 3  | 3 | 1 | 2 | 3  | 6  | 0,500 | 144 | 197 | 0,731 |
| 4.   | Drita        | 0  | 3 | 0 | 3 | 0  | 9  | 0,000 | 108 | 225 | 0,480 |

## Classifica finale
| Pos | Squadra      | Qualificazione        |
| --- | ------------ | --------------------- |
|     | Galatasaray  | Challenge Cup 2024-25 |
| 2   | PAOK         |                       |
| 3   | Igman Ilidža |                       |
| 4   | Drita        |                       |

## Premi individuali
| Premio                 | Nome             | Squadra     |
| ---------------------- | ---------------- | ----------- |
| MVP                    | Katarina Lazović | Galatasaray |
| Miglior palleggiatrice | Britt Bongaerts  | Galatasaray |
| Miglior opposto        | Alexia Căruțașu  | Galatasaray |
| Miglior schiacciatrice | İlkin Aydın      | Galatasaray |
| Miglior centrale       | Yasemin Güveli   | Galatasaray |
| Miglior libero         | Eylül Akarçeşme  | Galatasaray |
| Miglior fair play      | Elena Baka       | PAOK        |